# Ptolemeu de Megalòpolis
Ptolemeu (en grec antic: Πτολεμαῖος ὁ Μεγαλοπολίτης) fou un historiador grec del segle iii aC nascut a Egipte i conegut com a Ptolemeu de Megalòpolis en referència al seu pare, Agesarc, que era originari de la ciutat de Megalòpolis (Arcàdia).
Va escriure una història, conservada només en fragments, del rei Ptolemeu IV Filopàtor (Αἱ περὶ τὸν Φιλοπάτορα Ἱστορίαι), que és citada per Ateneu de Nàucratis, Climent d'Alexandria i Arnobi el vell. De l'obra es dedueix que el seu autor va viure a la cort de Ptolemeu, que va regnar des del 222 aC fins al 204 aC. Les primeres notícies d'ell, però són del 204 aC, quan Ptolemeu Filopàtor va morir i va prendre el poder Agàtocles com a regent, segons diu Polibi.
S'ha pensat que aquest Ptolemeu va ser governador (στρατηγός, 'estrateg') de Xipre, però segurament el governador era una persona diferent.